# Löptin
Löptin est une commune allemande du Schleswig-Holstein, située dans l'arrondissement de Plön, à huit kilomètres au sud-ouest de Preetz. Löptin fait partie de l'Amt Preetz-Land (« Preetz-campagne ») qui regroupe 17 communes entourant la ville de Preetz.